# برينياك (قصص مصورة)
برينياك شخصية شرير خيالية يظهر في القصص المصورة التي تنشرها دي سي كومكس في العادة كعدو لسوبرمان. ظهر للمرة الأولى في سلسلة أكشن كومكس العدد 242 في يوليو 1958. قام بابتكار الشخصية الكاتب أوتو بيندر وقام برسمها الفنان آل بلاستينو. يتم تصويره عادة كأندرويد فضائي. وضعه موقع آي جي إن في المركز 17 ضمن قائمة أعظم أشرار القصص المصورة على الإطلاق.